# The Gorgeous Hussy
The Gorgeous Hussy és una pel·lícula estatunidenca dirigida per Clarence Brown, estrenada el 1936.

## Argument
Un senador rebutja a Peggy O'Neal, i ella, per despit, decideix casar-se amb un tinent. Mort aquest en combat, es casa amb un membre del Govern, passant així a formar part de l'alta societat. Però això no impedeix que es deixi seduir per un jove, donant lloc a tota classe d'enraonies en els cercles de Washington.

## Repartiment
- Joan Crawford: Margaret O'Neal Eaton
- Robert Taylor: Tinent Timberlake
- Lionel Barrymore: Andrew Jackson
- Franchot Tone: John H. Eaton
- Melvyn Douglas: John Randolph
- James Stewart: Roderick 'Rowdy' Dow
- Alison Skipworth: Sra. Beall
- Beulah Bondi: Rachel Jackson
- Louis Calhern: Professor Leroy Sunderland
- Melville Cooper: Cuthbert
- Sidney Toler: Daniel Webster
- Gene Lockhart: Comandant William O'Neal
- Clara Blandick: Louisa Abbott
- Frank Conroy: John C. Calhoun
- Nydia Westman: Maybelle
- Willard Robertson: Secretari
- Charles Trowbridge: Martin Van Buren
- Rubye De Remer: Sra. Bellamy
- Betty Blythe: Sra. Wainwright
- Zeffie Tilbury: Sra. Daniel Beall

## Nominacions
El 1937 la pel·lícula va estar nominada als següents premis:
- Oscar a la millor actriu secundària per Beulah Bondi
- Oscar a la millor fotografia per George J. Folsey

## Al voltant de la pel·lícula
La pel·lícula relata l'Assumpte Petticoat, escàndol a Washington D.C. durant els anys 1830-1831.